# Creu de terme del santuari de la Mare de Déu de l'Esperança
La Creu de terme del santuari de la Mare de Déu de l'Esperança és una creu de terme gòtica de Cruïlles, Monells i Sant Sadurní de l'Heura (Baix Empordà) inclosa a l'Inventari del Patrimoni Arquitectònic de Catalunya. A prop hi ha el Santuari de la Mare de Déu de l'Esperança.

## Descripció
Creu de pedra sobre columna octogonal i capitell de la mateixa forma amb motllures.
El basament és esglaonat. La creu presenta senzilla decoració gòtica i, en alt relleu, el crist en un costat i la Verge a l'altre; ambdues imatges ben conservades.
La creu es dreça davant i a pocs metros. Del pòrtic i façana de l'ermita de l'esperança; l'envolten un grup de vells xiprers.